# Agudus pillosus
Agudus pillosus är en insektsart som beskrevs av Keti Maria Rocha Zanol 1999. Agudus pillosus ingår i släktet Agudus och familjen dvärgstritar. Inga underarter finns listade i Catalogue of Life.